# Die Lehrlinge zu Sais
Die Lehrlinge zu Sais ist der Titel eines naturphilosophischen Romanfragments von Novalis (Friedrich von Hardenberg). Es wurde im Zeitraum von 1798 bis 1799 verfasst und erschien posthum 1802 (herausgegeben von Friedrich Schlegel und Ludwig Tieck).

## Entstehung und Einflüsse
Das grundsätzliche Thema des Romans, der als „ächtsinnbildlicher Naturroman“ geplant war, ist der Zusammenhang von Geist und Natur, bzw. von Selbsterkenntnis und Naturerkenntnis, sowie die Ausbildung des Sinnes des Menschen für die Natur. Der Begriff „Natur“ bezeichnet die Natur nicht nur im physischen Sinne, sondern das gesamte „In-der-Welt-sein“ des Menschen. Ein Bezug zu Schillers 1795 veröffentlichtem Gedicht „Das verschleierte Bild zu Sais“ ist offensichtlich. Im Gegensatz zu „Die Lehrlinge zu Sais“ scheitert der Bildungsprozess in Schillers Gedicht jedoch, da die Hybris des Jünglings, seine Wissensgier, bestraft wird.
Novalis stellte die Fertigstellung der „Lehrlinge zu Sais“ zugunsten der Arbeit an seinem bekanntesten Werk, Heinrich von Ofterdingen, zurück. Ein weiterer Grund für die Unterbrechung der Arbeit an den „Lehrlingen zu Sais“ waren die neuen, naturmystischen Gedankengänge Hardenbergs, die durch die Beschäftigung mit den Schriften Jakob Böhmes angeregt worden waren. Sie hätten eine Umarbeitung des Romans notwendig gemacht. Aufgrund seines frühen Todes am 25. März 1801 konnte Novalis jedoch das Werk nicht mehr vollenden. Zur Entstehungszeit studierte Novalis an der Bergakademie Freiberg und beschäftigte sich eingehend mit naturwissenschaftlichen und naturphilosophischen Fragestellungen. Dies hatte einen großen Einfluss auf den Roman.

## Struktur und Inhalt
Der Text besteht aus zwei Teilen: Einem ersten, kürzeren Teil „Der Lehrling“ und einem zweiten, längeren Teil mit dem Titel „Die Natur“. 
Der Roman beinhaltet kaum äußere Handlung, sondern größtenteils Gespräche bzw. Aussagen zu einem gemeinsamen Thema. Schauplatz des Geschehens ist der Tempel zu Sais. Die beiden Teile des Fragments bestehen aus einer Vielzahl unterschiedlicher Stimmen, die sich in verschiedener Art und Weise über die Natur und die Erkenntnis der Natur äußern. Die Grundidee des Romans ist, diese Vielzahl an naturphilosophischen Vorstellungen in ein Gespräch untereinander umzuformen. Eine Sonderstellung nimmt das im zweiten Teil erzählte romantische Kunstmärchen von „Hyacinth und Rosenblüthe“ ein.
Sowohl „Der Lehrling“ als auch „Die Natur“ können in ein triadisch strukturiertes Schema gebracht werden:
I. „Der Lehrling“
1. Sprachreflexion
2. Lehrer, Kind und Ungeschickter
3. Lehrling

II. „Die Natur“
1. Triade:
  - Naturreflexion
  - Vier mögliche Ansichten der Natur
  - Verwirrung des Lehrlings
2. Triade: Märchen von „Hyazinth und Rosenblüthe“
3. Triade: 
  - Selbstaussprache der Natur
  - Zweimal vier Ansichten der Reisenden
  - Schlußgespräche

Die Einteilung der Triaden, die keine Synthesen bieten, wird jedoch in der Forschung unterschiedlich vorgenommen und sollte als offene Struktureinteilung gesehen werden.
Teil I.1 beinhaltet eine sprachtheoretische Reflexion über die Chiffrenschrift der Natur. In Teil I.2 treten der Lehrer, das Kind und der Ungeschickte auf. Teil I.3 besteht aus dem Selbstgespräch des Lehrlings, der den zuvor geäußerten Ansichten eine Absage erteilt und die Notwendigkeit einsieht, den eigenen Weg zu finden. Die Figur des Lehrlings stellt möglicherweise ein Selbstporträt Novalis‘ zu seiner Freiberger Studienzeit dar; in der Figur des Lehrers kann sein Professor Abraham Gottlob Werner (1750–1817) gesehen werden. 
Die Triaden in Teil II sind in sich wieder aufgegliedert. Der erste Teil der 1. Triade kann nach romantischem Triadenmuster aufgegliedert werden: Ausgangspunkt ist ein alter, einfacher Naturzustand, in dem die Natur noch verständlich war. Darauf folgt ein Zeitalter der Entfremdung von Mensch und Natur. Der dritte Teil ist die mögliche Wiederkehr eines goldenen Zeitalters, die Wiederherstellung des Urzustandes auf einem höheren Niveau. Es wird somit eine Spiralbewegung vollzogen.
Im zweiten Teil der ersten Triade werden vier verschiedene, teils miteinander konkurrierende, naturphilosophische Konzepte geäußert. Hier werden unter anderem Anspielungen auf den Rationalismus und auf Johann Gottlieb Fichtes Philosophie deutlich.
Der dritte Teil der ersten Triade zeigt die Verwirrung des Lehrlings, der allen geäußerten Ansichten etwas Wahres abgewinnen kann. Es tritt nun ein heiterer „Gespiele“ auf, der sagt, dass der Philosophie die Stimmung (Liebe und Sehnsucht) fehle. Diese Figur erzählt das Märchen von „Hyacinth und Rosenblüthe“. 
Die dritte Triade beginnt mit einer Selbstaussprache der Natur, die sich über das fehlende Gefühl der Menschen für die ursprüngliche Einheit beklagt. Anschließend folgen vier Ansichten von Reisenden zur Annäherung von Mensch und Natur, die jeweils einmal modifiziert werden. Mit der dritten Stufe der dritten Triade bricht der Roman ab. Hier treffen die Reisenden, der Lehrling und der Lehrer zusammen. Die Reisenden berichten von ihrer Suche nach der Ursprache, die sie nach Sais geführt hat. Der Lehrer erzählt von seinen Bemühungen, die Anlagen in seinen Lehrlingen zu erkennen und zu pflegen.

## Das Märchen von Hyacinth und Rosenblüthe
Hyacinth und Rosenblüthe leben in ihrer Kindheit glücklich und in Liebe zueinander. Dieses Verhältnis wird gestört, als ein fremder, alter Mann auftaucht, der Hyacinth drei Tage lang von fremden Ländern und wunderbaren Sachen erzählt. Nach dem Besuch des Mannes erkrankt Hyacinth an der romantischen (schon seit dem 18. Jahrhundert literarisch vielfach thematisierten) Krankheit der Melancholie. Er lebt still und einsam vor sich hin, bis eine alte Frau im Wald ihm eines Tages erzählt, wie er Heilung finden kann. Er zieht nun von zu Hause fort und wandert durch die Natur auf der Suche nach der verschleierten Jungfrau. Die zunächst entfremdete Natur wird ihm im Laufe seiner Wanderung immer vertrauter, und schließlich erreicht er den Tempel der Isis und schläft dort ein. Im Traum gelingt es ihm nun, den Schleier der Göttin zu lüften, und er erkennt das höhere Selbst seiner geliebten Rosenblüthe, was zugleich sein höheres Ich meint. Mit ihr lebt er von nun an glücklich bis an sein Lebensende. 
Durch die Liebe vermag Hyacinth somit hinter den Schleier zu blicken. Er hat eine Entwicklung durchgemacht, und am Ende steht die Erkenntnis. Die Göttin und seine Geliebte verschmelzen in einer Mischung aus Traum und Realität. Das „Romantisieren“ kann hier verdeutlicht werden: Das unbekannte Heilige, die Göttin, wird logarithmiert und wird zu Rosenblüthe. In der Umkehrung jedoch wird Rosenblüthe zur Göttin potenziert. 
Dieses Märchen kann als die Quintessenz von „Die Lehrlinge zu Sais“ angesehen werden. Die Grenzen zwischen den Individuen und der Natur verschwimmen. Fremdes und Vertrautes sind aus dem gleichen Stoff gemacht, und die Liebe wird als höchste Erkenntnis erfahren. Es folgt somit, dass vollkommene Naturerkenntnis höhere Selbsterkenntnis ist. 
Dieses Märchen ist nach dem bereits beschriebenen romantischen Triadenmuster gegliedert. Der anfängliche Zustand der Einheit wird zerstört, es folgt eine Phase der Entfremdung. Am Ende steht das goldene Zeitalter, und Hyacinth lebt auf höherer Ebene mit Rosenblüte zusammen. Es hat somit eine Spiralbewegung stattgefunden.

## Deutung
Jegliche Interpretation und Auslegung der „Lehrlinge zu Sais“ ist stets unter dem Vorbehalt zu sehen, dass es sich bei dem betrachteten Text um ein Fragment handelt, über dessen endgültige, geplante Form, trotz zahlreicher, überlieferter Paralipomena, keine letztendliche Gewissheit besteht.
Der gesamte Roman ist eine Komposition aus Bruchstücken. Verschiedene Äußerungen werden zusammengestellt, aber keine der Äußerungen bringt die letztendliche Wahrheit zu Tage. Die Einheit des Werkes liegt vielmehr in seiner Stimmenvielfalt. Die einzelnen Abschnitte weisen zahlreiche Beziehungen und Verknüpfungen untereinander auf. Dieses multiperspektivische Verfahren ermöglicht wechselseitige Ergänzungen und Relativierungen. Wie Fäden weben Leitmotive und Leitgedanken zusammen ein großes Gewebe. Dieses Kompositionsprinzip gleicht der Zusammensetzung der Natur. Somit spiegelt der Roman die Einheit der Natur wider. Die Bedeutung des Romans muss daher besonders in seiner Form gesehen werden. Dieses Gewebe ist jedoch nicht abgeschlossen, sondern das ganze Universum wird als ein ewiges Gespräch der Stimmenvielfalt gesehen. Der Leser ist also eingeladen, dieses im Roman begonnene Gespräch fortzuführen und somit ein erweiterter bzw. erweiternder Autor zu sein. Das Ziel hierbei ist die Integration des Menschen in den Organismus der Natur. Dies bedeutet das Einswerden mit der Natur.

## Interkulturelle Rezeption
Das Romanfragment ist auch interkulturell, u. a. in nicht-deutschsprachigen Kulturen rezipiert worden. So wurden 2011 auf einem internationalen, von der University of Waikato und dem Waikato-Tainui College for Research and Development organisierten Symposium unter dem Titel In die Natur, Ki te Wheiao, Into Nature, unter Bezug auf Novalis' Romanfragment die Parallelen und Verbindungen zwischen indigen māorischen und frühromantischen Natur- und Sprachkonzepten in "Die Lehrlinge zu Saïs" thematisiert.
Die Vorstellungen einer 'sprechenden Natur' und eines Subjektstatus auratischer Naturphänomene wie z. B. der Flüsse fand auch Eingang in die neuseeländische Rechtssprechung. 2017 wurde dem Whanganui River als erstem Fluss überhaupt der Rechtsstatus einer juristischen Person verliehen. Das Recht erklärt den Fluss als ein – alle physischen und metaphysischen Dimensionen einschließendes – ganzheitliches Wesen.

## Ausgaben
Für eine Übersicht über die verschiedenen Ausgaben siehe den Artikel Novalis und die Internationale Novalis-Bibliographie (URL unter Weblinks). 